# Bilaspur (Himachal Pradesh)
Bilaspur es una ciudad y concejo municipal  situada en el distrito de Bilaspur,  en el estado de Himachal Pradesh (India). Su población es de 13654 habitantes (2011). Se encuentra en la orilla izquierda del río Sutlej.

## Demografía
Según el censo de 2011 la población de Bilaspur era de 13654 habitantes, de los cuales 7040 eran hombres y 6614 eran mujeres. Bilaspur tiene una tasa media de alfabetización del 92,83%, superior a la media estatal del 82,80%: la alfabetización masculina es del 94,90%, y la alfabetización femenina del 90,64%.

## Clima
| Parámetros climáticos promedio de Bilaspur (1961–1990, rainfall 1951–2000) | Parámetros climáticos promedio de Bilaspur (1961–1990, rainfall 1951–2000) | Parámetros climáticos promedio de Bilaspur (1961–1990, rainfall 1951–2000) | Parámetros climáticos promedio de Bilaspur (1961–1990, rainfall 1951–2000) | Parámetros climáticos promedio de Bilaspur (1961–1990, rainfall 1951–2000) | Parámetros climáticos promedio de Bilaspur (1961–1990, rainfall 1951–2000) | Parámetros climáticos promedio de Bilaspur (1961–1990, rainfall 1951–2000) | Parámetros climáticos promedio de Bilaspur (1961–1990, rainfall 1951–2000) | Parámetros climáticos promedio de Bilaspur (1961–1990, rainfall 1951–2000) | Parámetros climáticos promedio de Bilaspur (1961–1990, rainfall 1951–2000) | Parámetros climáticos promedio de Bilaspur (1961–1990, rainfall 1951–2000) | Parámetros climáticos promedio de Bilaspur (1961–1990, rainfall 1951–2000) | Parámetros climáticos promedio de Bilaspur (1961–1990, rainfall 1951–2000) | Parámetros climáticos promedio de Bilaspur (1961–1990, rainfall 1951–2000) |
| Mes                                                                        | Ene.                                                                       | Feb.                                                                       | Mar.                                                                       | Abr.                                                                       | May.                                                                       | Jun.                                                                       | Jul.                                                                       | Ago.                                                                       | Sep.                                                                       | Oct.                                                                       | Nov.                                                                       | Dic.                                                                       | Anual                                                                      |
| -------------------------------------------------------------------------- | -------------------------------------------------------------------------- | -------------------------------------------------------------------------- | -------------------------------------------------------------------------- | -------------------------------------------------------------------------- | -------------------------------------------------------------------------- | -------------------------------------------------------------------------- | -------------------------------------------------------------------------- | -------------------------------------------------------------------------- | -------------------------------------------------------------------------- | -------------------------------------------------------------------------- | -------------------------------------------------------------------------- | -------------------------------------------------------------------------- | -------------------------------------------------------------------------- |
| Temp. máx. abs. (°C)                                                       | 26.5                                                                       | 30.7                                                                       | 35.0                                                                       | 40.7                                                                       | 45.5                                                                       | 44.2                                                                       | 42.1                                                                       | 37.5                                                                       | 36.5                                                                       | 39.6                                                                       | 34.8                                                                       | 27.4                                                                       | 45.5                                                                       |
| Temp. máx. media (°C)                                                      | 19.5                                                                       | 21.7                                                                       | 26.3                                                                       | 32.4                                                                       | 36.1                                                                       | 36.7                                                                       | 32.6                                                                       | 31.4                                                                       | 31.4                                                                       | 30.2                                                                       | 26.0                                                                       | 21.4                                                                       | 28.8                                                                       |
| Temp. mín. media (°C)                                                      | 4.9                                                                        | 6.7                                                                        | 10.3                                                                       | 15.7                                                                       | 19.5                                                                       | 23.1                                                                       | 22.4                                                                       | 22.3                                                                       | 20.1                                                                       | 14.6                                                                       | 9.6                                                                        | 5.9                                                                        | 14.6                                                                       |
| Temp. mín. abs. (°C)                                                       | -2.0                                                                       | 0.0                                                                        | 0.9                                                                        | 5.6                                                                        | 5.9                                                                        | 10.9                                                                       | 10.5                                                                       | 13.9                                                                       | 7.6                                                                        | 4.5                                                                        | 2.3                                                                        | 0.0                                                                        | -2.0                                                                       |
| Lluvias (mm)                                                               | 69.0                                                                       | 62.9                                                                       | 71.4                                                                       | 30.9                                                                       | 54.7                                                                       | 119.5                                                                      | 377.0                                                                      | 315.6                                                                      | 162.2                                                                      | 34.2                                                                       | 17.6                                                                       | 41.6                                                                       | 1356.6                                                                     |
| Días de lluvias (≥ 2.5 mm)                                                 | 4.0                                                                        | 4.0                                                                        | 4.3                                                                        | 2.2                                                                        | 3.2                                                                        | 5.8                                                                        | 14.7                                                                       | 14.4                                                                       | 7.1                                                                        | 1.6                                                                        | 1.2                                                                        | 2.4                                                                        | 64.9                                                                       |
| Humedad relativa (%)                                                       | 60                                                                         | 53                                                                         | 48                                                                         | 38                                                                         | 35                                                                         | 47                                                                         | 69                                                                         | 75                                                                         | 66                                                                         | 51                                                                         | 53                                                                         | 58                                                                         | 54                                                                         |
| Fuente: India Meteorological Department                                    |                                                                            |                                                                            |                                                                            |                                                                            |                                                                            |                                                                            |                                                                            |                                                                            |                                                                            |                                                                            |                                                                            |                                                                            |                                                                            |